# Mahamadou Diarra
Mahamadou Diarra (Bamako, 18. svibnja 1981.) je malijski umirovljeni nogometaš.

## Klupska karijera

### Rana karijera
Diarra je počeo u grčkom OFI-u gdje je odigrao zapaženu ulogu, pa je doveden u nizozemski Vitesse, gdje je odigrao odlično, pa ga je 2002. u svoje redove doveo Lyon. U Francuskoj je bio poznat po svojoj odičnoj igri na sredini terena.

### Real Madrid
22. kolovoza 2006. prešao je u Real, za 26 milijuna eura. U prvoj sezoni pod trenerom Capellom, Diarra je igrao kao zadnji vezni. No ispao je iz postave kada su kamere snimile njega i Cassana kako ismijavaju Capella. 
U sezoni 2007/08 pod trenerom Schusterom se prometnuo u prvi izbor na poziciji zadnjeg veznog zajedno s Gagom.
Kada su u Real 2010. dovedeni Özil i Khedira generalni menadžer kluba Jorge Valdano izjavio je da ima namjeru prodati Diarru.

## Trofeji
Lyon
- Francusko prvenstvo: 2002/03, 2003/04, 2004/05, 2005/06
- Kup: 2003, 2004, 2005, 2006

Real Madrid
- La Liga: 2006–07, 2007–08
- Španjolski superkup: 2008